# Tsuyoshi Kodama
Tsuyoshi Kodama (jap. 児玉 剛, Kodama Tsuyoshi; * 28. Dezember 1987 in Suita, Präfektur Osaka) ist ein japanischer Fußballspieler.

## Karriere
Tsuyoshi Kodama erlernte das Fußballspielen in der Jugendmannschaft von Kyōto Sanga und der Universitätsmannschaft der Kansai-Universität. Seinen ersten Vertrag unterschrieb er 2010 bei Kyōto Sanga. Der Verein aus Kyōto, einer Stadt im Südwesten der japanischen Hauptinsel Honshū, spielte in der höchsten Liga des Landes, der J1 League. Ende 2010 musste er mit dem Verein den Weg in die Zweitklassigkeit antreten. Nachdem er in Kyōto nicht zum Einsatz gekommen war, wechselte er 2014 zum Ligakonkurrenten Ehime FC nach Matsuyama. Bis 2016 stand er für den Klub 124-mal im Tor. 2017 unterschrieb er einen Vertrag bei dem ebenfalls in der zweiten Liga spielenden Montedio Yamagata. Mit dem Verein aus der Präfektur Yamagata spielte er 56-mal in der J2. 2019 ging er zum Erstligisten FC Tokyo. In der ersten Liga kam er bisher nicht zum Einsatz. Sechsmal stand er im Tor der U23-Mannschaft, die in der dritten Liga, der J3 League, spielte. 2020 gewann er mit der ersten Mannschaft den J.League Cup. Im Finale besiegte man Kashiwa Reysol mit 2:1. Nach insgesamt sechs Ligaspielen für Tokyo wechselte er im Januar 2025 zum ebenfalls in der ersten Liga spielenden Nagoya Grampus.

## Erfolge
FC Tokyo
- Japanischer Ligapokalsieger: 2020